# Christian Begyn
Christian Begyn (* 1949 im Elsass; † 27. April 2016) war ein französischer Koch und Kochbuchautor. 

## Werdegang
Nach seiner Ausbildung in Colmar absolvierte er seine Wanderjahre in französischen und schweizerischen Restaurants.
Von Mitte der 1970er- bis Ende der 1990er-Jahre war er 25 Jahre Küchenchef im Schwarzen Adler beim Winzer und Gastronom Franz Keller in Oberbergen. Das Restaurant wurde zeitweilig mit zwei Michelin-Sternen ausgezeichnet. 
Begyn war mehrfach Koch für den deutschen Bundespräsidenten.
Er verfasste mehrere Kochbücher, schrieb für Fachzeitschriften und war als Fernsehkoch tätig.

## Publikationen
- Fisch à la Cartoon – Gerichte aus dem Schwarzen Adler, Oberbergen und dem Restaurant Jörg Müller, Westerland, mit Jörg Müller, Gerhard Glück und Achim Käflein, Fackelträger, Hannover 1994, ISBN 3-7716-1566-6.
- Huhn à la Cartoon – Geflügelgerichte aus dem Schwarzen Adler, mit Peter Gaymann und Achim Käflein, Fackelträger, Hannover 1992, ISBN 3-7716-1553-4.
- Baden mit Leib und Seele, mit Peter Wehlauer, Stephan Clauss und Werner O. Feißt, 1997.
- Genießen in Baden. Rezepte – Weine – Tips, mit Hans-Albert Stechl, DuMont, Köln 1997, ISBN 3-7701-4361-2.
- Zu Gast in Baden. Die besten Rezepte, mit Hans-Albert Stechl und Achim Käflein, DuMont, Köln 1997, ISBN 3-7701-4085-0.
- Zu Gast im Elsaß. Die besten Rezepte, mit Hans-Albert Stechl und Achim Käflein, DuMont, Köln 1996, ISBN 3-7701-3739-6.
- Zu Gast in der Provence. Die schönsten Rezepte, mit Hans-Albert Stechl und Achim Käflein", DuMont, Köln 1995, ISBN 3-7701-3446-X.
- Christian Begyns Kochwerkstatt, mit Achim Käflein, Hampp, Stuttgart 2001, ISBN 3-930723-98-0.
- 5-Elemente-Küche für Genießer: Mit der Traditionellen Chinesischen Medizin zum inneren Gleichgewicht, mit Mike Morell, Südwest, München 2008, ISBN 3-517-08395-X.